# Lucie Myslivečková
Lucie Myslivečková (ur. 8 grudnia 1989 w Czeladnej) – czeska łyżwiarka figurowa reprezentująca Słowację, startująca w parach tanecznych z Lukášem Csölleyem. Uczestniczka igrzysk olimpijskich w Pjongczangu (2018), uczestniczka mistrzostw Europy i świata, medalistka zawodów z cyklu Challenger Series, trzykrotna mistrzyni Czech (2011, 2013, 2014) oraz mistrzyni Słowacji (2017). Zakończyła karierę amatorską 23 kwietnia 2018 roku.

## Osiągnięcia

### Z Lukášem Csölleyem (Słowacja)

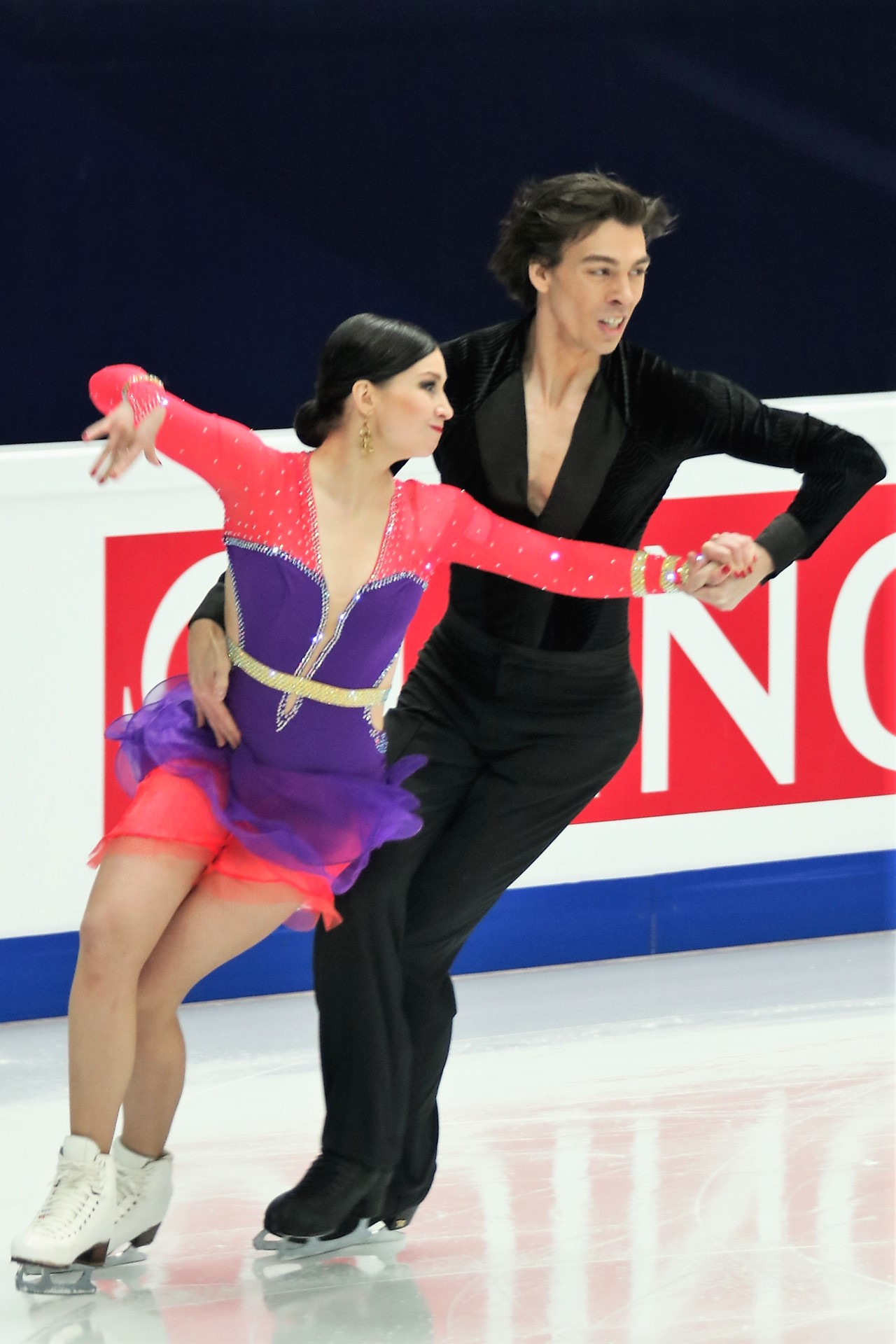
Myslivečková i Csölley na mistrzostwach Europy 2018

| Zawody                     | 16–17          | 17–18          |                |                |                |                |                |                |                |                |                |                |                |                |                |                |                |
| Międzynarodowe             | Międzynarodowe | Międzynarodowe | Międzynarodowe | Międzynarodowe | Międzynarodowe | Międzynarodowe | Międzynarodowe | Międzynarodowe | Międzynarodowe | Międzynarodowe | Międzynarodowe | Międzynarodowe | Międzynarodowe | Międzynarodowe | Międzynarodowe | Międzynarodowe | Międzynarodowe |
| -------------------------- | -------------- | -------------- | -------------- | -------------- | -------------- | -------------- | -------------- | -------------- | -------------- | -------------- | -------------- | -------------- | -------------- | -------------- | -------------- | -------------- | -------------- |
| Igrzyska olimpijskie       |                | 20             |                |                |                |                |                |                |                |                |                |                |                |                |                |                |                |
| Mistrzostwa świata         | WD             | 25             |                |                |                |                |                |                |                |                |                |                |                |                |                |                |                |
| Mistrzostwa Europy         | 16             | 17             |                |                |                |                |                |                |                |                |                |                |                |                |                |                |                |
| CS Lombardia Trophy        |                | 7              |                |                |                |                |                |                |                |                |                |                |                |                |                |                |                |
| CS Memoriał Ondreja Nepeli | 8              |                |                |                |                |                |                |                |                |                |                |                |                |                |                |                |                |
| CS Nebelhorn Trophy        |                | 6              |                |                |                |                |                |                |                |                |                |                |                |                |                |                |                |
| CS Warsaw Cup              | 3              |                |                |                |                |                |                |                |                |                |                |                |                |                |                |                |                |
| International Cup of Nice  | 8              |                |                |                |                |                |                |                |                |                |                |                |                |                |                |                |                |
| Volvo Open Cup             | 1              |                |                |                |                |                |                |                |                |                |                |                |                |                |                |                |                |
| Krajowe                    |                |                |                |                |                |                |                |                |                |                |                |                |                |                |                |                |                |
| Mistrzostwa Słowacji       | 1              |                |                |                |                |                |                |                |                |                |                |                |                |                |                |                |                |

### Z Neilem Brownem (Czechy)
| Zawody                    | 11–12          | 12–13          | 13–14          |                |                |                |                |                |                |                |                |                |                |                |                |                |                |
| Międzynarodowe            | Międzynarodowe | Międzynarodowe | Międzynarodowe | Międzynarodowe | Międzynarodowe | Międzynarodowe | Międzynarodowe | Międzynarodowe | Międzynarodowe | Międzynarodowe | Międzynarodowe | Międzynarodowe | Międzynarodowe | Międzynarodowe | Międzynarodowe | Międzynarodowe | Międzynarodowe |
| ------------------------- | -------------- | -------------- | -------------- | -------------- | -------------- | -------------- | -------------- | -------------- | -------------- | -------------- | -------------- | -------------- | -------------- | -------------- | -------------- | -------------- | -------------- |
| Mistrzostwa świata        |                | 21             |                |                |                |                |                |                |                |                |                |                |                |                |                |                |                |
| Mistrzostwa Europy        | 19             | 14             | 26             |                |                |                |                |                |                |                |                |                |                |                |                |                |                |
| Bavarian Open             | 3              |                |                |                |                |                |                |                |                |                |                |                |                |                |                |                |                |
| Ice Challenge             |                | 2              |                |                |                |                |                |                |                |                |                |                |                |                |                |                |                |
| International Cup of Nice |                | 5              | 10             |                |                |                |                |                |                |                |                |                |                |                |                |                |                |
| Golden Spin Zagrzeb       | 10             |                | 10             |                |                |                |                |                |                |                |                |                |                |                |                |                |                |
| Memoriał Pavla Romana     |                | 6              |                |                |                |                |                |                |                |                |                |                |                |                |                |                |                |
| Nebelhorn Trophy          |                | 5              | 10             |                |                |                |                |                |                |                |                |                |                |                |                |                |                |
| Trophy of Lyon            | 4              | 3              |                |                |                |                |                |                |                |                |                |                |                |                |                |                |                |
| Krajowe                   |                |                |                |                |                |                |                |                |                |                |                |                |                |                |                |                |                |
| Mistrzostwa Czech         | 2              | 1              | 1              |                |                |                |                |                |                |                |                |                |                |                |                |                |                |

### Z Matějem Novákiem (Czechy)

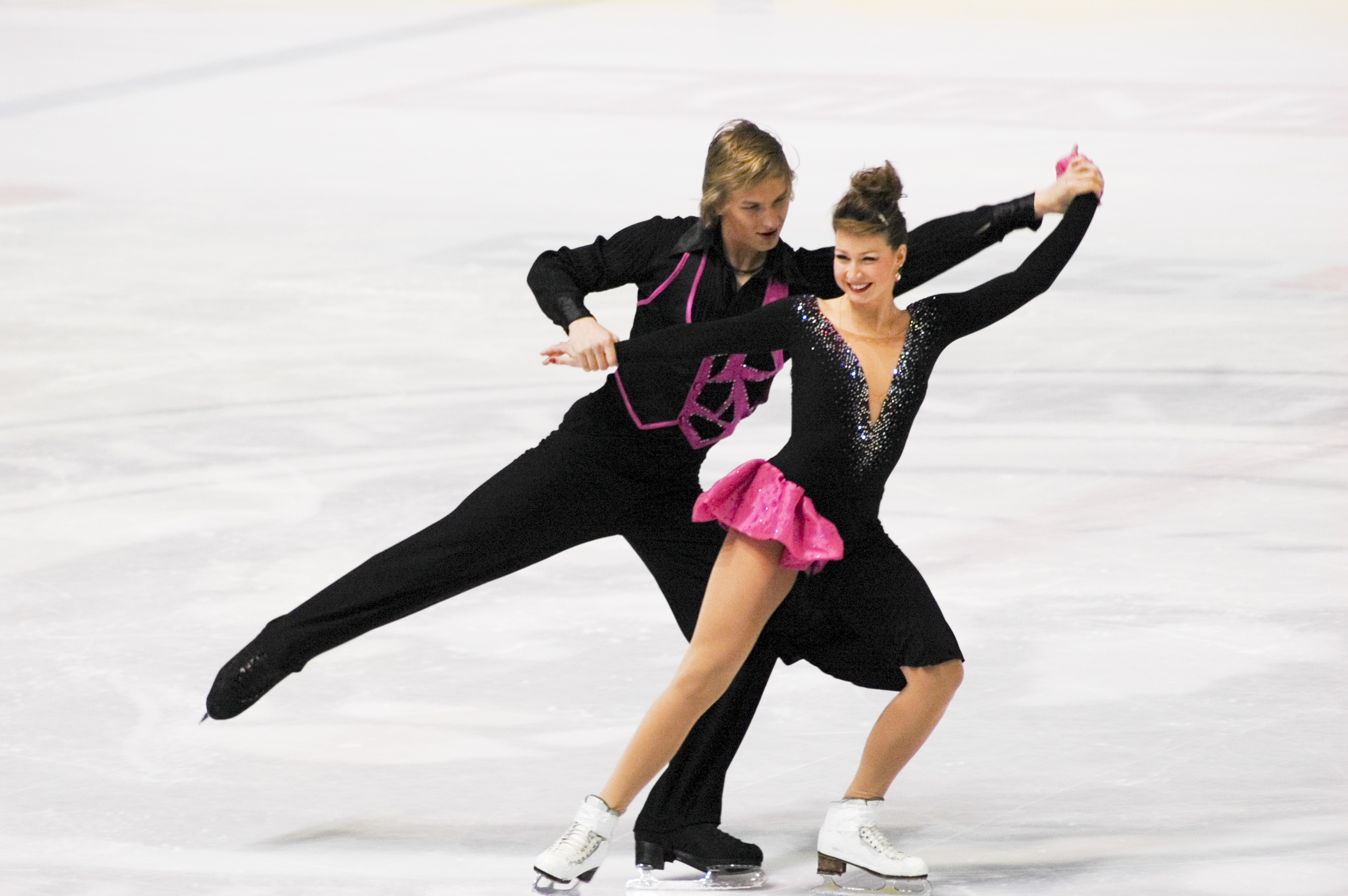
Myslivečková i Novák na zawodach Golden Spin Zagrzeb 2010

| Zawody                                | 05–06          | 06–07          | 07–08          | 08–09          | 09–10          | 10–11          |                |                |                |                |                |                |                |                |                |                |                |
| Międzynarodowe                        | Międzynarodowe | Międzynarodowe | Międzynarodowe | Międzynarodowe | Międzynarodowe | Międzynarodowe | Międzynarodowe | Międzynarodowe | Międzynarodowe | Międzynarodowe | Międzynarodowe | Międzynarodowe | Międzynarodowe | Międzynarodowe | Międzynarodowe | Międzynarodowe | Międzynarodowe |
| ------------------------------------- | -------------- | -------------- | -------------- | -------------- | -------------- | -------------- | -------------- | -------------- | -------------- | -------------- | -------------- | -------------- | -------------- | -------------- | -------------- | -------------- | -------------- |
| Mistrzostwa świata                    |                |                |                | 21             | 16             | 22             |                |                |                |                |                |                |                |                |                |                |                |
| Mistrzostwa Europy                    |                |                |                |                |                | 10             |                |                |                |                |                |                |                |                |                |                |                |
| GP Cup of Russia                      |                |                |                |                | 7              | 5              |                |                |                |                |                |                |                |                |                |                |                |
| GP NHK Trophy                         |                |                |                |                | 9              | 6              |                |                |                |                |                |                |                |                |                |                |                |
| Golden Spin Zagrzeb                   |                |                |                |                |                | 1              |                |                |                |                |                |                |                |                |                |                |                |
| Memoriał Karla Schäfera               |                |                |                | 4              |                |                |                |                |                |                |                |                |                |                |                |                |                |
| Memoriał Ondreja Nepeli               |                |                |                |                |                | 2              |                |                |                |                |                |                |                |                |                |                |                |
| Memoriał Pavla Romana                 |                |                | 3              |                |                |                |                |                |                |                |                |                |                |                |                |                |                |
| Nebelhorn Trophy                      |                |                | 11             |                | 6              | 7              |                |                |                |                |                |                |                |                |                |                |                |
| Międzynarodowe: Kategorie młodzieżowe |                |                |                |                |                |                |                |                |                |                |                |                |                |                |                |                |                |
| Mistrzostwa świata juniorów           | 19             | 18             | 12             | 8              |                |                |                |                |                |                |                |                |                |                |                |                |                |
| JGP w Bułgarii                        | 15             |                |                |                |                |                |                |                |                |                |                |                |                |                |                |                |                |
| JGP w Czechach                        |                |                |                | 4              |                |                |                |                |                |                |                |                |                |                |                |                |                |
| JGP w Estonii                         |                |                | 4              |                |                |                |                |                |                |                |                |                |                |                |                |                |                |
| JGP we Francji                        |                |                |                | 3              |                |                |                |                |                |                |                |                |                |                |                |                |                |
| JGP w Wielkiej Brytanii               |                |                | 2              |                |                |                |                |                |                |                |                |                |                |                |                |                |                |
| Memoriał Pavla Romana                 | 5 J            |                |                |                |                |                |                |                |                |                |                |                |                |                |                |                |                |
| Krajowe                               |                |                |                |                |                |                |                |                |                |                |                |                |                |                |                |                |                |
| Mistrzostwa Czech                     | 1 J            | 1 J            | 2              | 2              |                | 1              |                |                |                |                |                |                |                |                |                |                |                |